# 古玉
古玉，專指清代以前的玉石刻製藝術品。

## 概述

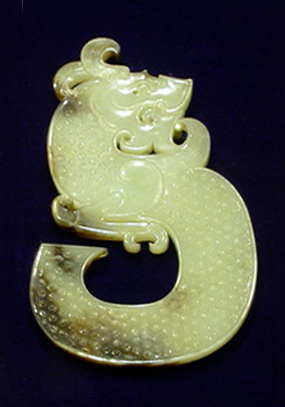
出土于西汉楚王墓的玉龙

玉石為美麗的石頭，具備有比石頭還硬的硬度，內部透光，表面平滑，敲擊時聲音清脆，外部光亮，結構質密而沉重等等美麗的可供觀賞用特性，為古代中國人所甚為喜愛，亦為中國古代皇室貴族的專用品。故較之於“古玉”而言，新玉則是指民國以後的玉石刻製藝術品。而中國歷代皇帝中，最喜愛古玉的皇帝，可以首推為清朝的乾隆皇帝。清朝的乾隆皇帝在全國各地，廣為徵集民間所精心收藏的各類“古玉”玉石刻製藝術品，親自鑑賞後，再交由皇室宮庭玉匠，在空白處特別加以璽刻上其本人御賜的鑑賞銘文以資留作紀念品。
中國古代，玉器價格昂貴，亦為皇族與貴族的封建身份地位象徵。漢文帝（前179年至前164年）曾想建一個觀測天象露台，值百兩黃金，為中產家庭十戶的財產；一個白玉璧卻值千兩黃金，相當於中產家庭百戶的財產。可知在漢代玉器比黃金值錢。)
古玉又可再分類成「傳世玉」與「入土玉」兩大類。“傳世玉”是指家族內世代相傳的“清代以前的玉石刻製藝術品”，通常保存狀況良好。“入土玉”則是指“清代以前的玉石刻製藝術品”在古代曾經因為戰亂、所有人死亡、不良管理、遺失、廢棄古城等因素而被埋入土中，經後人挖掘出來，而帶有入土百年或千年沁色的古玉。“沁色”是玉被埋入土中與土中元素起作用後所產生的與玉石原來顏色不相同之另類顏色。“沁色”往往是鑑定古玉價格及其真正的重要特徵，宛如古玉的簽名認證一般，現代人完全無法用機動力量強大的電動手工具仿製，一切皆為自然形成。
以漢八刀刻製的羊脂白玉玉翁仲為例，於入土千年後已產生另類“沁色”（已經不再是白色）。

## 歷史

### 紅山文化

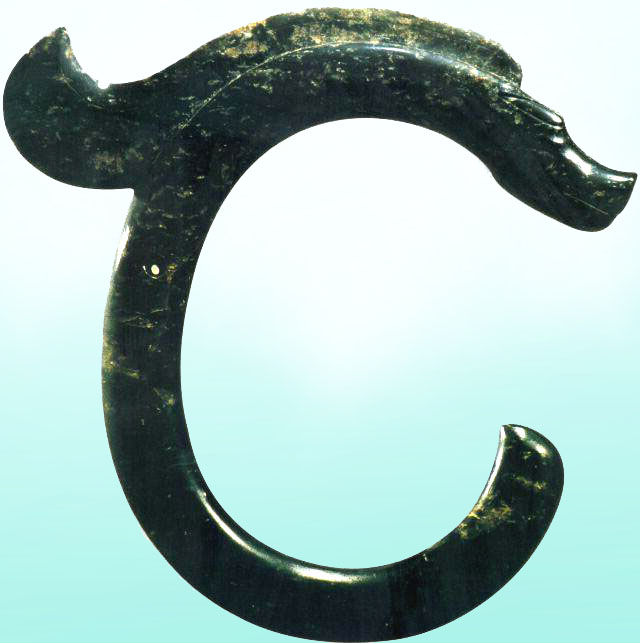
红山文化玉龙

公元前3000至4000年的红山文化，是中国北方地区较重要的新石器时期文化。红山文化分布在燕山以北、大凌河与西辽河上游流域，是一个以农业为主的文化。红山文化因1935年首次发现于內蒙古自治區赤峰市的红山而得名。
除了石器、陶器外，紅山文化最引人注目的是有十分精巧的動物造型玉石雕刻，以豬、虎、鳥、龍等形狀為主，工藝水平極高，是紅山文化的一大特色。紅山文化的玉龍造型非常簡單，很多時只是一個圈，與後期的盤龍、紋龍等相比顯得十分原始。

### 良渚文化
中心地區在長江下游的良渚文化存續約為距今5300年至4200年前，屬新石器時代。該文化遺址最大特色是所出土的玉器。挖掘自墓葬中的玉器包含有璧、琮、鉞、璜、冠形器、三叉形玉器、玉鐲、玉管、玉珠、玉墜、柱形玉器、錐形玉器、玉帶及環等，其中圓盤玉稱作「璧」，柱狀玉稱作「琮」。

### 商朝

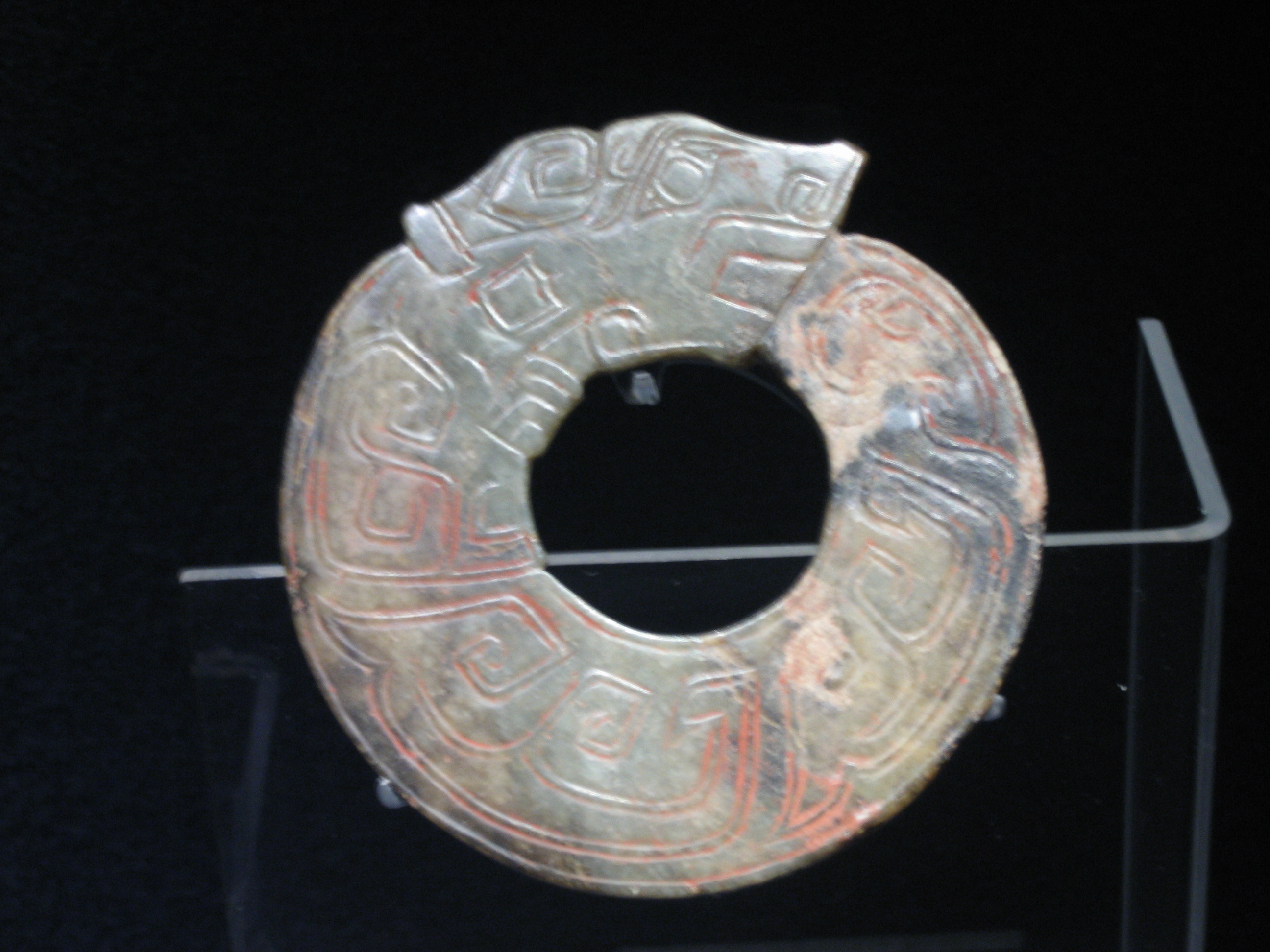

西元前1600年至西元前1046年之中國殷商甲骨文時期，以新疆和闐羊脂白玉（部分已沁成黃色）刻製之「殷商帝王用於預測未來諸事的易經羅經雙盤面板儀器」。 此儀器係為了殷商帝王以甲骨文占卜，並以易經知識預測國內未來諸事而特別製作。 
這種以古玉刻製的特殊工具性藝術品，不但目前已是世界上所唯一獨存，只要使用的帝王具備足夠的易經知識，也可說是中國古代一種非常具有威力的軍事及政治上的指揮用儀器。 而易經理論亦為中國醫學及藥學原理發展的基礎科學理論。

### 周朝

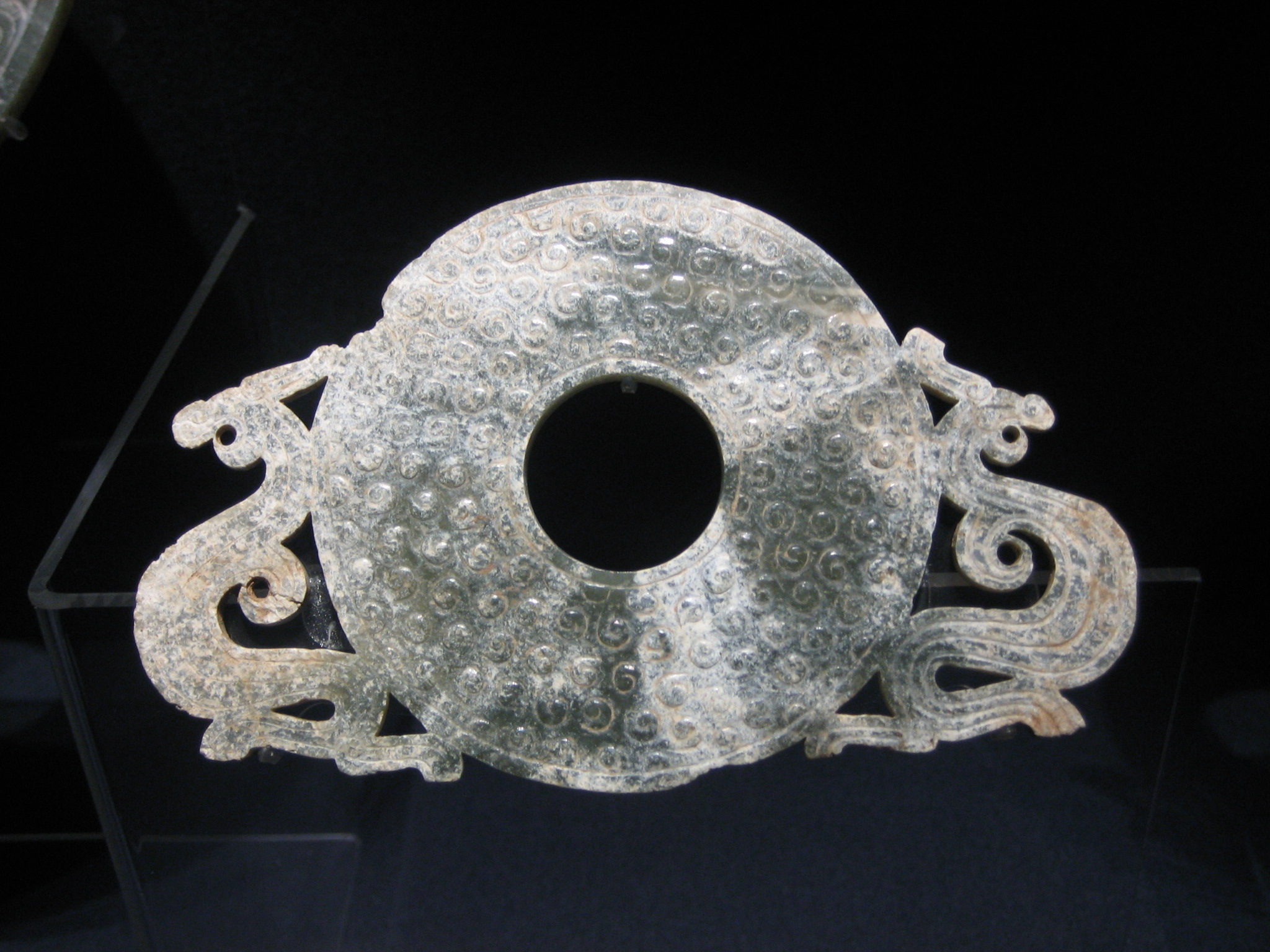

西元前475年至西元前221年中國東周戰國時期以新疆和闐青白玉（已沁成黃色）淺浮雕、陰線刻、鏤空刻製的「戰國時期龍紋、勾連榖芽紋璧」。戰國時期或漢代玉璧皆為皇帝饋贈的禮品、皇族或貴族成員結婚誌慶的禮物、或為公侯、諸侯、太子於覲見皇帝時所必須隨身配戴的禮儀符節器，否則將無法得行（可能會遭受到皇宮衛士的阻擋）。
圖騰為以一鏤空精雕的龍體站在圓璧的上方，再加上圓璧之雙面璧肉表面皆飾以淺浮雕、陰線紋刻製之戰國時期勾連榖芽紋，圓璧的外圍與龍體間，則再予以鏤空精雕一個圓環。

### 秦漢

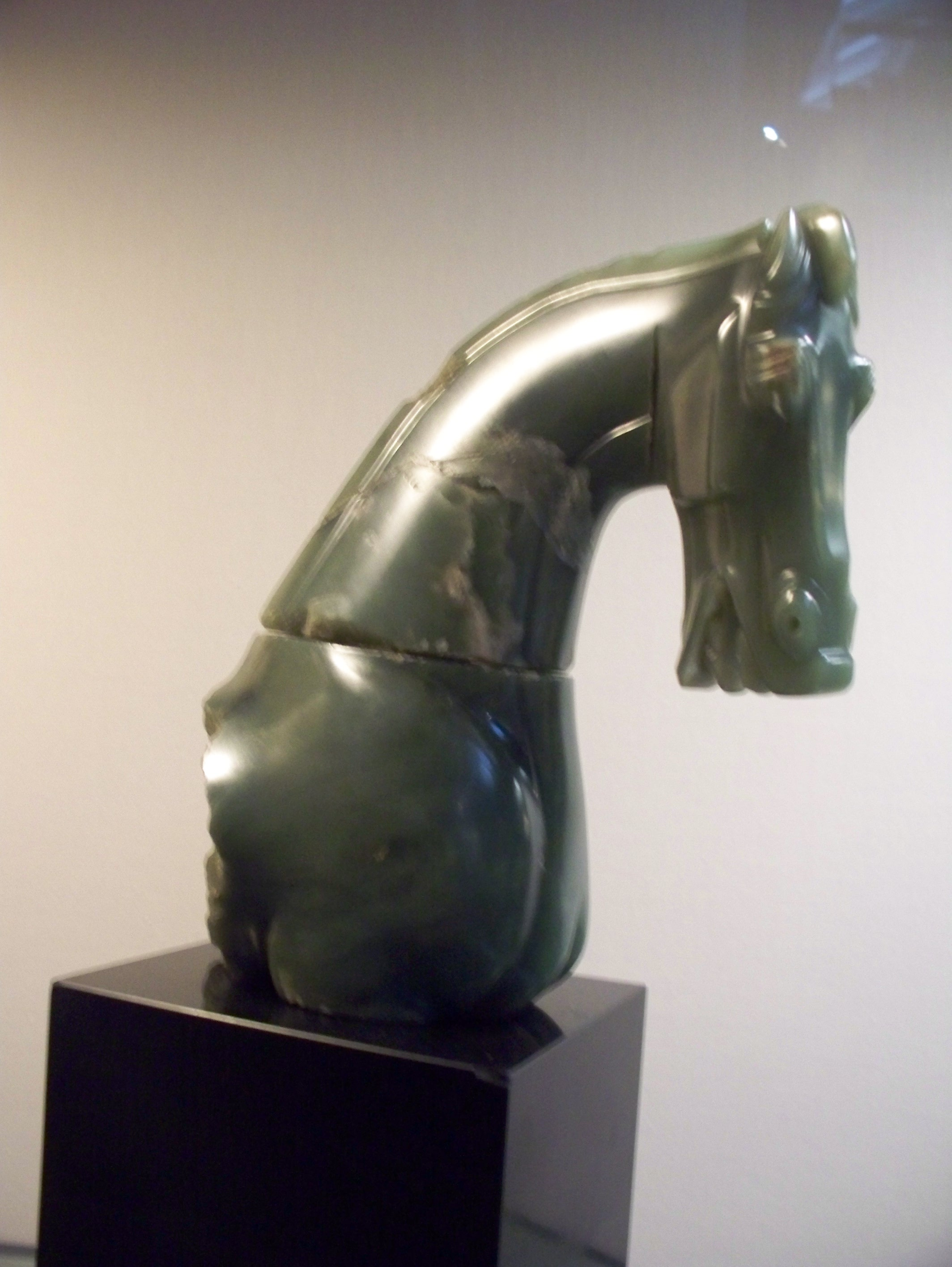

附圖為西元前221年至西元前206年中國秦朝時期，所刻製的新疆天山碧玉「地下軍團兵馬俑」，包括一戰袍武士、一蓄鬍鎧甲武士、一把劍、一匹戰馬，全部被封存於石灰岩石內，於21世紀初期被發現而挖掘出土，已藏於地下至少兩千年之久。二位武士的戰袍、鎧甲、頭髮、與其頭上右後側方之髮髻皆是以古代之陰線紋雕刻技術繪出。
西元前87年至西元25年中國西漢時期以新疆和闐白玉圓雕刻製的王莽家族（一共有5位擔任過大司馬〔總理〕之職務，王莽是第5位。）所使用之「大司馬印」。 印鈕為一個以雙手握住玉琮的巨型神獸。

### 唐宋

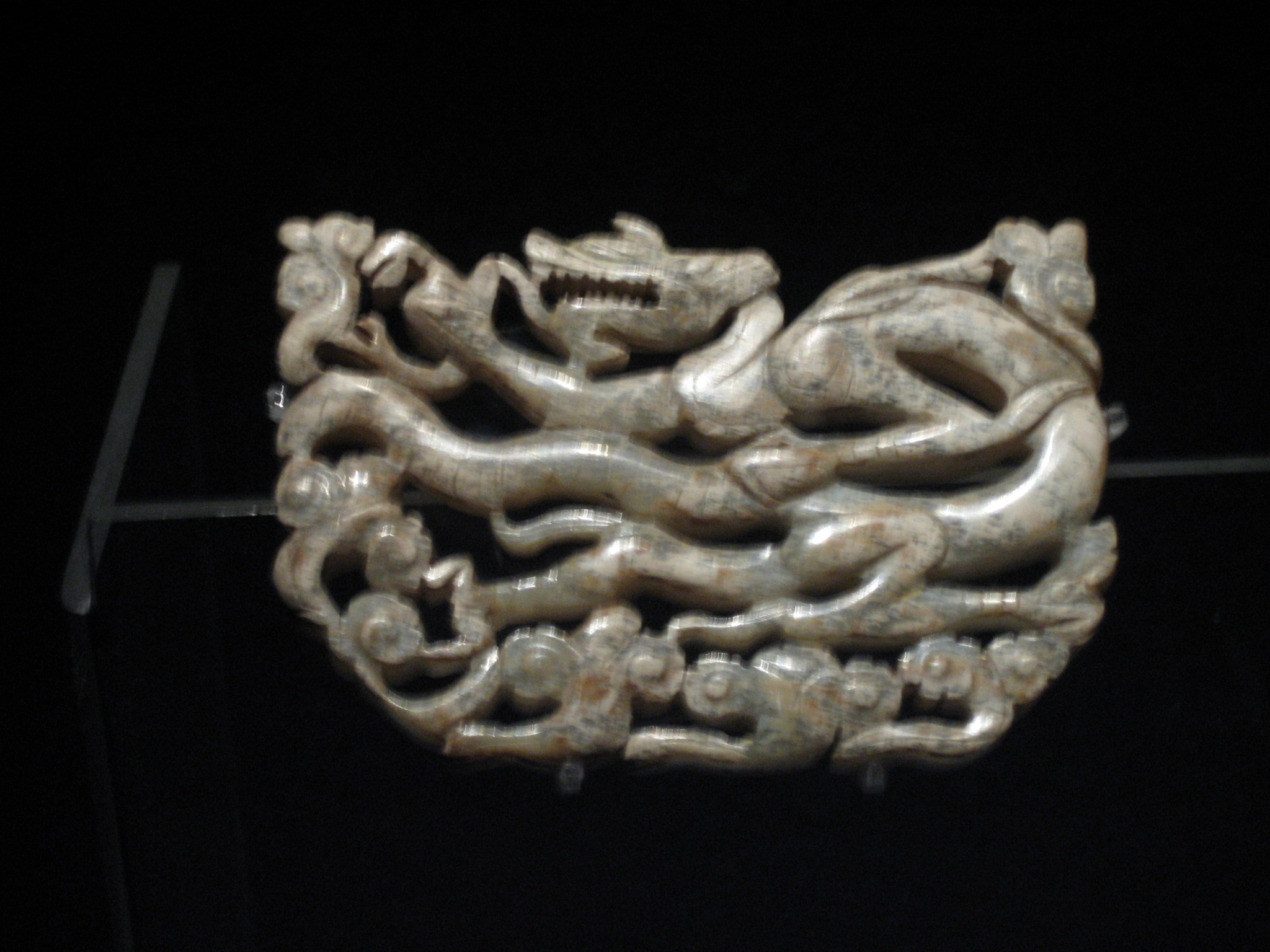

西元960年至1127年中國北宋時期所刻製的新疆和闐帶綠色羊脂白玉「觀音像」。

## 成品造形
- 玉璧
- 玉圭
- 玉琮
- 玉龍
- 玉帶鉤
- 玉具劍
- 玉璜
- 玉獸
- 玉神佛
- 玉擺件
- 玉帶板
- 玉蟬

## 主要產地與顏色

### 新疆天山碧玉
新疆天山碧玉多產於天山北麓，即準噶爾盆地南缘的沙灣縣。

### 新疆和闐玉
- 新疆和闐羊脂白玉

自古以來，羊脂白玉只是以羊脂玉為名稱的玉中寶石級極品。但因現代收藏家往往將純白之光白籽白玉視作為羊脂白玉的代表，因此，白字便被現代人加上去了。羊脂白玉又可再細分成為高古羊脂白玉與近現代羊脂白玉兩大類。近現代羊脂白玉是指清代以後始開採及雕琢的羊脂白玉藝術品而言；而高古羊脂白玉則是專指漢代皇室家族所使用的特權玉中極品，縱使被埋入水土中，亦可保持千年不壞，外表卻依然溫潤如故。且高古羊脂白玉製成之精美藝術品具備有西漢皇室玉工所雕 皇帝尊貴威嚴與王者氣度神韻 之極度流暢王玉工藝，絕非是近現代羊脂白玉的制玉工匠所能完成和仿制之.
- 新疆和闐帶綠色羊脂白玉
- 新疆和闐青白玉
- 新疆和闐白玉
- 新疆和闐黃玉
- 新疆和闐青玉